# 6-Stunden-Rennen von Austin 2014

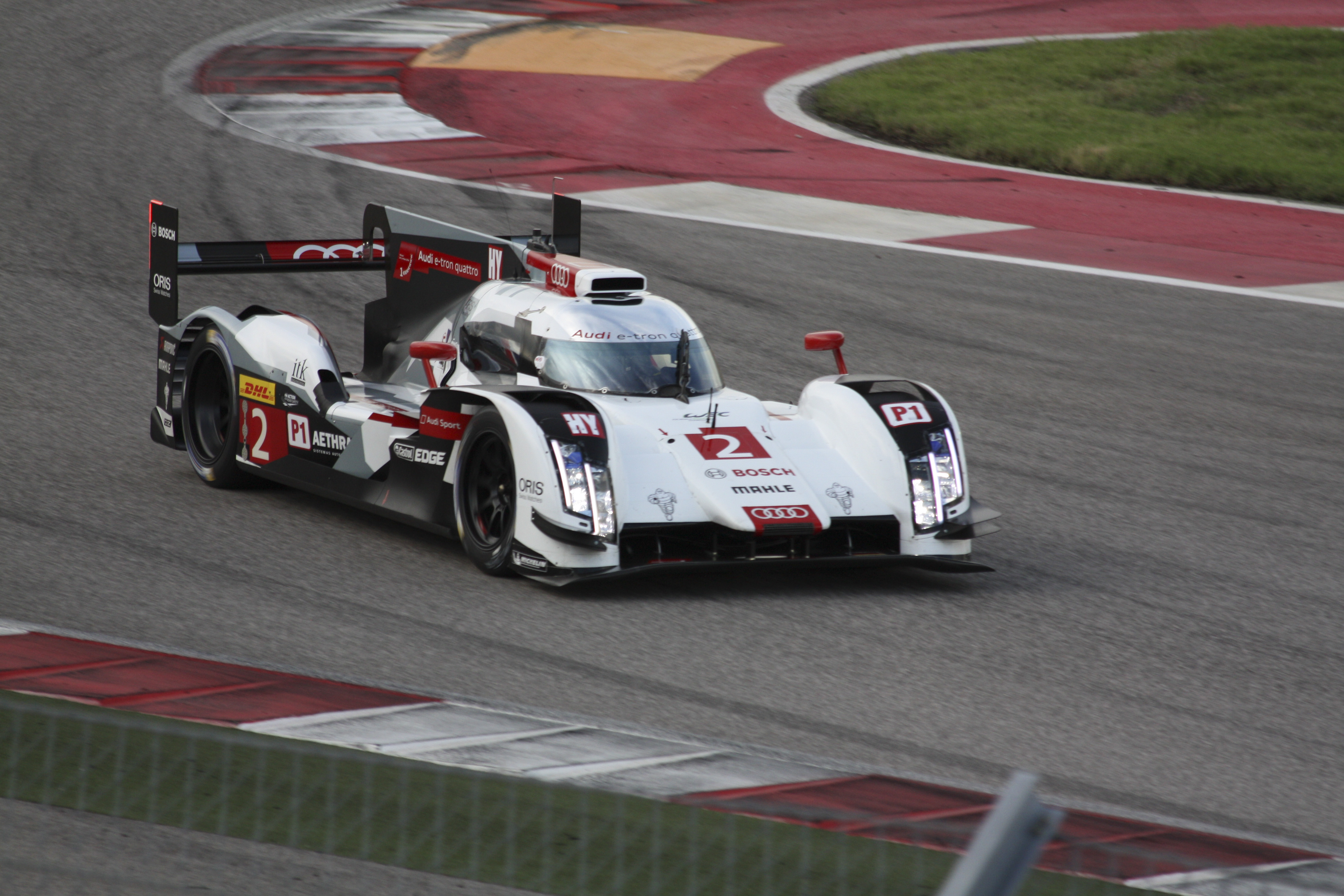
Audi R18 e-tron quattro mit der Startnummer 2; Siegerwagen von André Lotterer, Marcel Fässler und Benoît Tréluyer

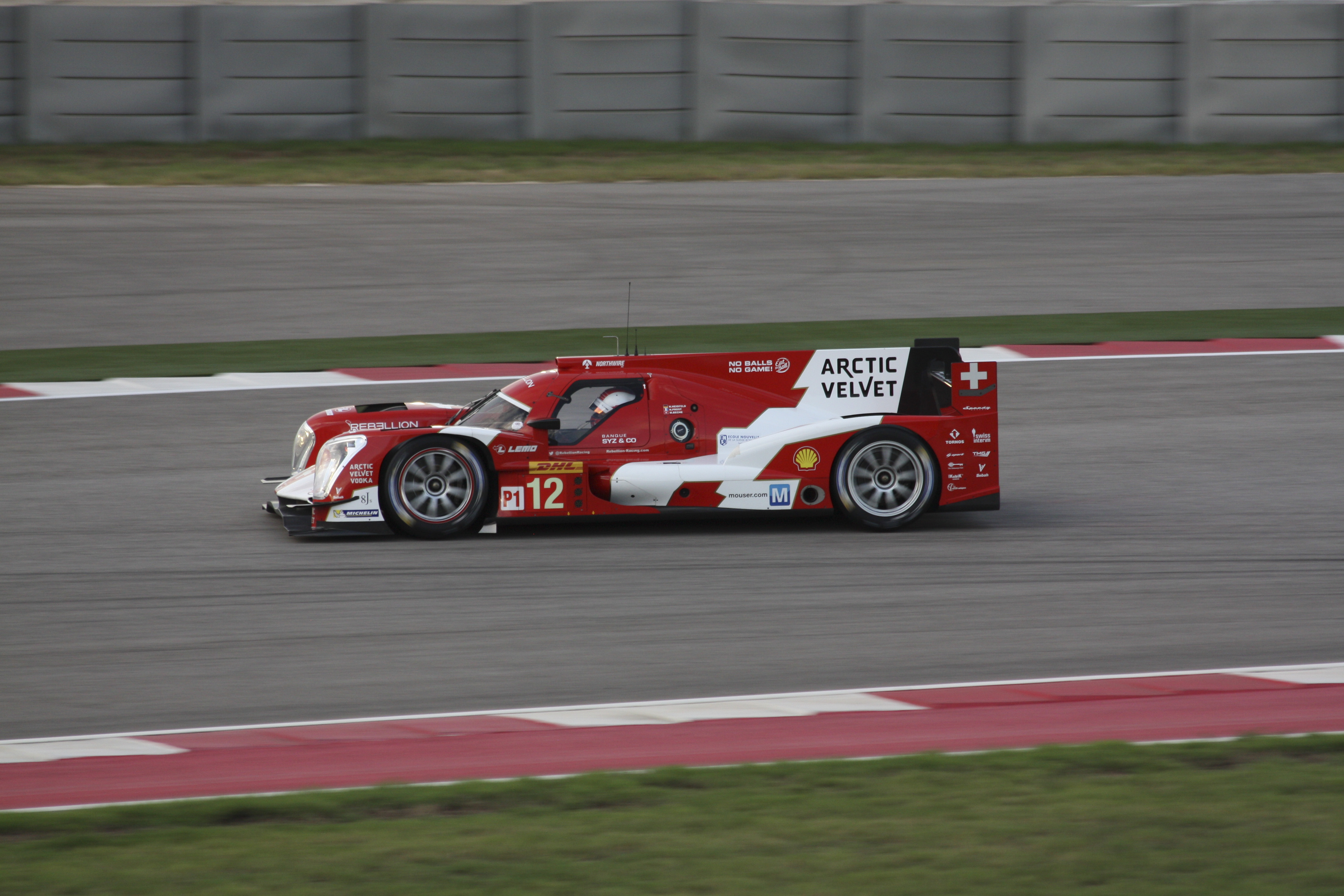
7. Gesamtrang für den Rebellion R-One von Nicolas Prost, Nick Heidfeld und Mathias Beche

Das 6-Stunden-Rennen von Austin 2014, auch 2014 6 Hours of Circuit of the Americas, fand am 20. September auf dem Circuit of The Americas statt und war der vierte Wertungslauf der FIA-Langstrecken-Weltmeisterschaft dieses Jahres.

## Das Rennen
Das 6-Stunden-Rennen von Austin war das vierte von acht Läufen der FIA-Langstrecken-Weltmeisterschaft 2014, bei dem 50.334 zahlende Zuschauer am Renntag an der Strecke waren. Der aus der Pole-Position gestartete Toyota TS040 Hybrid von Sébastien Buemi, Anthony Davidson und Nicolas Lapierre führte das Rennen vom Start weg an, ehe ein starker Gewitterregen nach 77 Runden zu einem Rennabbruch führte. Nach dem Neustart entwickelte sich ein Zweikampf zwischen dem Audi R18 e-tron quattro von André Lotterer/Marcel Fässler/Benoît Tréluyer sowie dem Porsche 919 Hybrid von Romain Dumas/Neel Jani/Marc Lieb, der nach einem Leistungsverlust am Porsche-Motor zugunsten des Audi endete. Den zweiten Gesamtrang belegten Loïc Duval, Lucas di Grassi und Tom Kristensen im zweiten Werks-Audi vor dem zu Beginn des Rennens an der Spitze gefahrenen Toyota. 
Die LMP1-L-Klasse gewannen Nick Heidfeld, Mathias Beche und Nicolas Prost im Rebellion R-One; Matthew Howson, Richard Bradley und Tsugio Matsuda im Oreca 03 gewannen die Kategorie der LMP2-Fahrzeuge.
Bei den GT-Fahrzeugen belegten Stefan Mücke und Darren Turner im Aston Martin Vantage GTE in der Pro und das Trio Paul Dalla Lana/Pedro Lamy/Christoffer Nygaard in einem weiteren Aston Martin in der Amateur-Klasse Platz eins.

## Ergebnisse

### Schlussklassement
| 1           | LMP1-H    | 2  | Audi Sport Team Joest     | André Lotterer Marcel Fässler Benoît Tréluyer             | Audi R18 e-tron quattro  | 157 |
| 2           | LMP1-H    | 1  | Audi Sport Team Joest     | Tom Kristensen Loïc Duval Lucas di Grassi                 | Audi R18 e-tron quattro  | 157 |
| 3           | LMP1-H    | 8  | Toyota Racing             | Anthony Davidson Sébastien Buemi Nicolas Lapierre         | Toyota TS040 Hybrid      | 157 |
| 4           | LMP1-H    | 14 | Porsche Team              | Marc Lieb Romain Dumas Neel Jani                          | Porsche 919 Hybrid       | 156 |
| 5           | LMP1-H    | 20 | Porsche Team              | Timo Bernhard Brendon Hartley Mark Webber                 | Porsche 919 Hybrid       | 155 |
| 6           | LMP1-H    | 7  | Toyota Racing             | Alexander Wurz Stéphane Sarrazin Mike Conway              | Toyota TS040 Hybrid      | 155 |
| 7           | LMP1-L    | 12 | Rebellion Racing          | Nicolas Prost Nick Heidfeld Mathias Beche                 | Rebellion R-One          | 149 |
| 8           | LMP2      | 47 | KCMG                      | Matthew Howson Richard Bradley Tsugio Matsuda             | Oreca 03                 | 145 |
| 9           | LMP2      | 27 | SMP Racing                | Sergey Zlobin Maurizio Mediani Nicolas Minassian          | Oreca 03R                | 145 |
| 10          | LMP2      | 30 | Extreme Speed Motorsports | Scott Sharp Ed Brown Ryan Dalziel                         | HPD ARX-03b              | 141 |
| 11          | LMGTE-Pro | 97 | Aston Martin Racing       | Darren Turner Stefan Mücke                                | Aston Martin Vantage GTE | 141 |
| 12          | LMGTE-Pro | 92 | Porsche Team Manthey      | Patrick Pilet Frédéric Makowiecki                         | Porsche 911 RSR          | 141 |
| 13          | LMGTE-Pro | 51 | AF Corse                  | Gianmaria Bruni Toni Vilander                             | Ferrari 458 Italia GT2   | 141 |
| 14          | LMP2      | 26 | G-Drive Racing            | Roman Rusinov Olivier Pla Julien Canal                    | Ligier JS P2             | 141 |
| 15          | LMP1-L    | 9  | Lotus                     | Christophe Bouchut James Rossiter Lucas Auer              | CLM P1/01                | 140 |
| 16          | LMGTE-Pro | 91 | Porsche Team Manthey      | Nick Tandy Jörg Bergmeister                               | Porsche 911 RSR          | 139 |
| 17          | LMGTE-Am  | 98 | Aston Martin Racing       | Paul Dalla Lana Pedro Lamy Christoffer Nygaard            | Aston Martin Vantage GTE | 138 |
| 18          | LMGTE-Am  | 95 | Aston Martin Racing       | David Heinemeier Hansson Kristian Poulsen Richie Stanaway | Aston Martin Vantage GTE | 138 |
| 19          | LMGTE-Pro | 71 | AF Corse                  | Davide Rigon James Calado                                 | Ferrari 458 Italia GT2   | 137 |
| 20          | LMGTE-Am  | 88 | Proton Competition        | Christian Ried Klaus Bachler Khaled Al Qubaisi            | Porsche 911 RSR          | 137 |
| 21          | LMGTE-Am  | 61 | AF Corse                  | Luís Pérez Companc Marco Cioci Mirko Venturi              | Ferrari 458 Italia GT2   | 137 |
| 22          | LMGTE-Pro | 99 | Aston Martin Racing       | Darryl O’Young Alex MacDowall Fernando Rees               | Aston Martin Vantage GTE | 137 |
| 23          | LMGTE-Am  | 90 | 8 Star Motorsports        | Jeff Segal Paolo Ruberti Gianluca Roda                    | Ferrari 458 Italia GT2   | 136 |
| 24          | LMGTE-Pro | 65 | Corvette Racing           | Tommy Milner Ricky Taylor Jordan Taylor                   | Chevrolet Corvette C7.R  | 135 |
| 25          | LMGTE-Am  | 57 | Krohn Racing              | Tracy Krohn Niclas Jönsson Ben Collins                    | Ferrari 458 Italia GT2   | 135 |
| 26          | LMGTE-Am  | 81 | AF Corse                  | Steve Wyatt Michele Rugolo Andrea Bertolini               | Ferrari 458 Italia GT2   | 133 |
| 27          | LMGTE-Am  | 75 | Prospeed Competition      | François Perrodo Matthieu Vaxivière Emmanuel Collard      | Porsche 997 GT3-RSR      | 111 |
| Ausgefallen |           |    |                           |                                                           |                          |     |
| 28          | LMP1-L    | 13 | Rebellion Racing          | Dominik Kraihamer Andrea Belicchi Fabio Leimer            | Rebellion R-One          | 47  |
| 29          | LMP2      | 37 | SMP Racing                | Kirill Ladygin Anton Ladygin Viktor Shaitar               | Oreca 03                 | 75  |

### Nur in der Meldeliste
Zu diesem Rennen sind keine weiteren Meldungen bekannt.

### Klassensieger
| Klasse    | Fahrer          | Fahrer          | Fahrer              | Fahrzeug                 | Platzierung im Gesamtklassement |
| --------- | --------------- | --------------- | ------------------- | ------------------------ | ------------------------------- |
| LMP1-H    | André Lotterer  | Marcel Fässler  | Benoît Tréluyer     | Audi R18 e-tron quattro  | Gesamtsieg                      |
| LMP1-L    | Nicolas Prost   | Nick Heidfeld   | Mathias Beche       | Rebellion R-One          | Rang 7                          |
| LMP2      | Matthew Howson  | Richard Bradley | Tsugio Matsuda      | Oreca 03                 | Rang 8                          |
| LMGTE Pro | Darren Turner   | Stefan Mücke    |                     | Aston Martin Vantage GTE | Rang 11                         |
| LMGTE Am  | Paul Dalla Lana | Pedro Lamy      | Christoffer Nygaard | Aston Martin Vantage GTE | Rang 17                         |

### Renndaten
- Gemeldet: 29
- Gestartet: 29
- Gewertet: 27
- Rennklassen: 5
- Zuschauer: 50.334
- Wetter am Rennwochenende: Regen
- Streckenlänge: 5,513 km
- Fahrzeit des Siegerteams: 6:01:52,122 Stunden
- Runden des Siegerteams: 157
- Distanz des Siegerteams: 866,010 km
- Siegerschnitt: 143,600 km/h
- Pole Position: Sébastien Buemi – Toyota TS040 Hybrid (#8) – 1:48,993
- Schnellste Rennrunde: Sébastien Buemi – Toyota TS040 Hybrid (#8) – 1:50,390 = 179,900 km/h
- Rennserie: 4. Lauf zur FIA-Langstrecken-Weltmeisterschaft 2014